# Shitara (Aichi)
Shitara (設楽町 Shitara-chō?) es un pueblo localizado en la prefectura de Aichi, Japón. En octubre de 2019 tenía una población estimada de 4.531 habitantes y una densidad de población de 16,5 personas por km². Su área total es de 273,94 km².

## Geografía

### Localidades circundantes
- Prefectura de Aichi
  - Shinshiro
  - Tōei
  - Toyone
  - Toyota
- Prefectura de Nagano
  - Neba

## Demografía
Según los datos del censo japonés, esta es la población de Shitara en los últimos años.
| 1995  | 2000  | 2005  | 2010  | 2015  |
| ----- | ----- | ----- | ----- | ----- |
| 7.599 | 6.959 | 6.306 | 5.769 | 5.074 |